# غوفر بوطي
غوفر بوطي (الاسم العلمي:Thomomys bottae) هو نوع من الحيوانات يتبع جنس غوفر جيبي من فصيلة الغوفرية.